# Athemus prattianus
Athemus prattianus là một loài bọ cánh cứng trong họ Cantharidae. Loài này được Gorh miêu tả khoa học năm 1889.